# Бокай-дайвыонг
Бокай-дайвыонг (вьет. Bó Cái Đại Vương, тьы-ном 布蓋大王), личное имя Фунг Хынг (Phùng Hưng, 馮興) — предводитель одного из крупных восстаний против китайского владычества над вьетами, продолжавшегося, по разным данным, либо с 766 по 791 год, либо с 766 по 802 год. В китайских источниках о Бокай-дайвыонге не говорится.

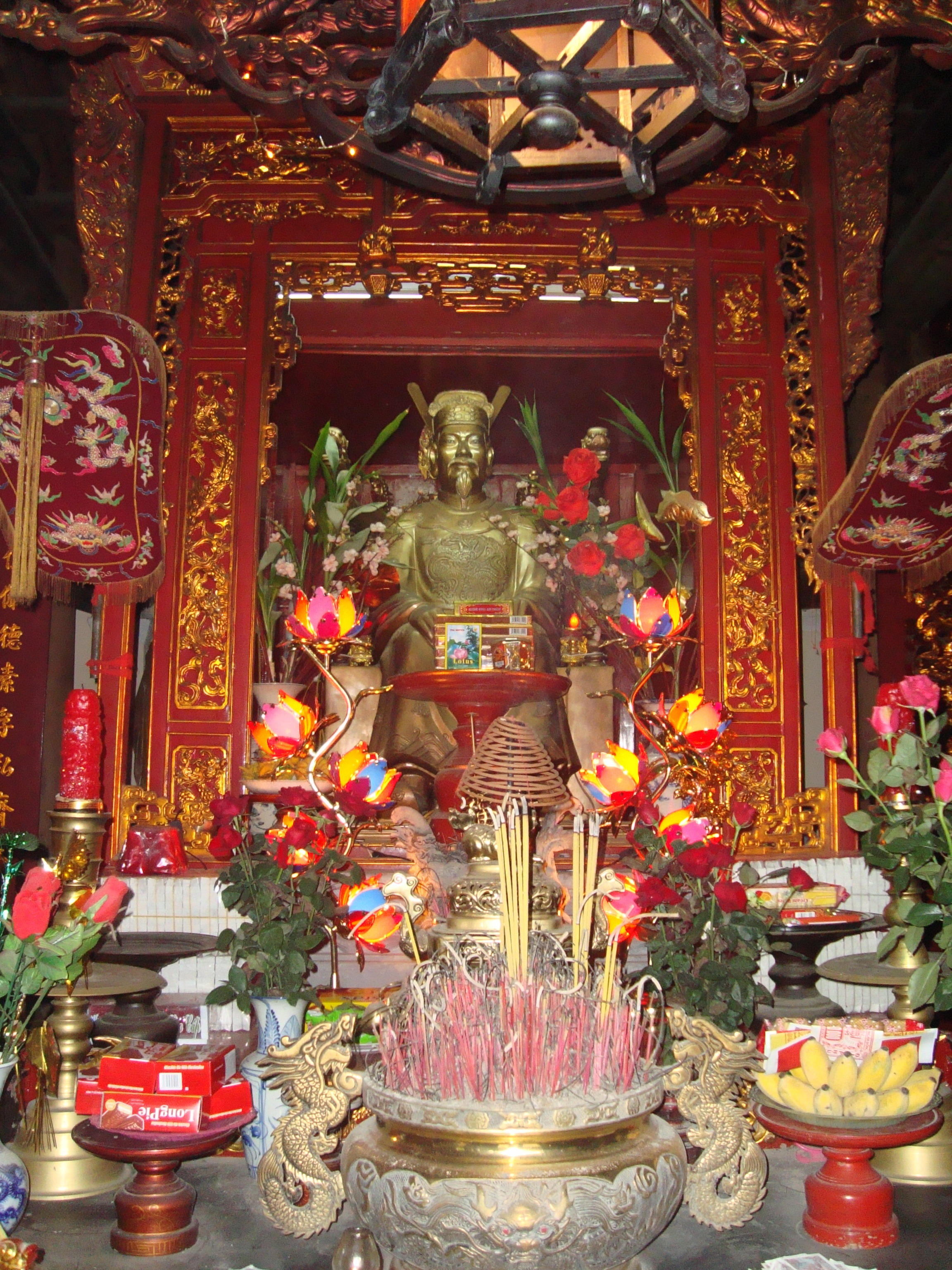
Статуя Фунг Хынга в Кханьхоа

Предки Фунг Хынга управляли тяу Дыонглам (châu Đường Lâm, 州唐林), а его отец принимал участие в восстании Май Хак-де.
Точная дата рождения Бокай-дайвыонга неизвестна, одна из версий — 5 января 761 года. Фунг Хынг и его брат Фунг Хай (Phùng Hải), согласно летописям, отличались огромной силой и охотились на тигров. К 760-м годам танские чиновники собирали в Аннаме настолько большие налоги, что вызвали возмущение населения. Когда тонгбиньский гарнизон выступил против властей Фунг Хынг и Фунг Хай подняли восстание. Их отряд взял Дыонглам и начал строительство укреплений. После этого Фунг Хынг взял столицу Тонгбинь и стал править под именем Бокай-дайвыонг. Спустя несколько лет он скончался. Власть оспаривали Фунг Хай и сын Фунг Хынга по имени Фунг Ан, в результате интриг верх взяли сторонники последнего. Фунг Ан присвоил отцу посмертный титул Великий повелитель, [равный] отцу и матери (Bố/vua Cái Đại Vương, 布蓋大王), позже словом «вуа» стали называть всех правителей. Спустя два года китайский посол Чжао Чан богатыми дарами убедил Фунг Ана подчиниться Китаю.
Фунг Хынг стал национальным героем Вьетнама, в его честь в Ханое названа улица.

## Комментарии
1. ↑  Тяу — административная единица